# راکول رنجر ۲۰۰۰

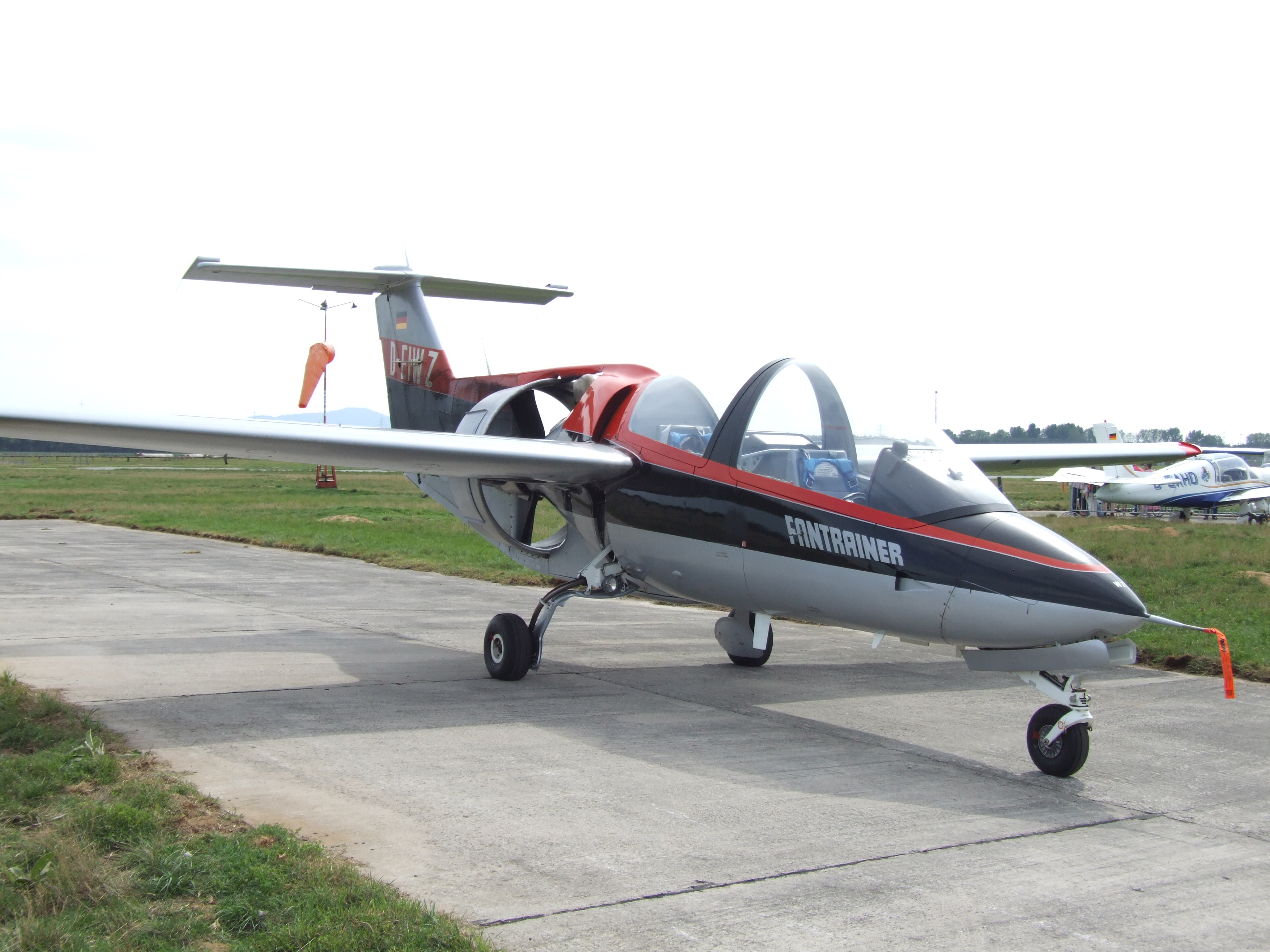
تصویر هواپیمای راکول رنجر ۲۰۰۰

راکول رنجر ۲۰۰۰ (به انگلیسی: Rockwell Ranger 2000) یک هواپیمای ساختِ کارخانهٔ راکول اینترنشنال در کشور ایالات متحده آمریکا است. این هواپیما برای نخستین بار در ۱۵ ژانویه ۱۹۹۳ میلادی مورد استفاده قرار گرفت.